# Comitatul Yamhill, Oregon
Yamhill County este unul din cele 36 de comitate ale statului Oregon, Statele Unite ale Americii. Conform Oregon Geographic Names, originea numelui este incertă, dar este posibil să fi provenit din transcrierea fonetică în limba engleză a denumirii unui trib nativ local, tribul Yamhill, parte a familiei de triburi din nord Kalapuya. Populația comitatului fusese de 84.992 de locuitori la recensământul Statelor Unite din anul 2000. Sediul comitatului este localitatea McMinnville.

## Istorie
Districtul Yamhill (în original, Yamhill District) a fost creat la 5 iulie 1843, cinci ani înaintea fondării Teritoriului Oregon. Yamhill a fost unul din cele patru districte originare create de prima Legislatură Provizorie, alături de districtele Twality (devenit ulterior comitatul Washington). Districtul Clackamas (devenit comitatul omonim, Clackamas) și Districtul Champooick (devenit ulterior comitatul Marion). Districtul originar avea peste 31.000 km2 (sau 12.000 mi2, suprafață care a fost ulterior distribuită între douăsprezece comitate de azi.

## Geografie
Conform datelor furnizate de Census Bureau, comitatul are o suprafață totală de 1.861 km2 (sau 718 mile²), din care uscatul reprezintă 1.853 km2 (sau 716 mile 2, iar apa reprezintă doar 7 km² (sau 3 sq mile² ori 0.39%).
Cel mai înalt vârf al comitatului este Trask situat în partea sa nord-vestică.

### Comitate înconjurătoare
- Comitatul Clackamas - (est)
- Comitatul Marion -  (sudest)
- Comitatul Polk -  (sud)
- Comitatul Tillamook - (vest)
- Comitatul Washington - (nord)

### Zone protejate național
- Siuslaw National Forest (parțial)
- Tualatin River National Wildlife Refuge (parțial)

### Orașe încorporate
| - Amity - Carlton - Dayton - Dundee - Lafayette | - McMinnville - Newberg - Sheridan - Willamina (on Polk-Yamhill county border) - Yamhill |

### Localități neîncorporate
| - Bellevue - Cove Orchard - Dellwood - Dewey - Eola Village - Gopher - Hopewell | - Keona - Lunnville - Midway - Orchard View - Pleasantdale - Rex - Riverside | - Saint Joseph - Springbrook - Sunnycrest - Unionvale - Wapato - Wheatland - Whiteson |

### Alte comunități
- Grand Island
- Grand Ronde Agency
- Shipley

## Demografie
|  | Graficele sunt indisponibile din cauza unor probleme tehnice. Mai multe informații se găsesc la Phabricator și la wiki-ul MediaWiki. |

Date: Wikidata - grafică realizată de Wikipedia